# Rajd Dakar 1983

Trasa Rajdu Paryż-Dakar w 1983 roku.

Rajd Dakar 1983 – piąta edycja Rajdu Paryż-Dakar. Wystartował 1 stycznia 1983 z Paryża i zakończył się 20 stycznia 1983 w Dakarze. W rajdzie wystartowało 112 motocykli i 236 samochodów oraz 12 ciężarówek. Ostatecznie rywalizację ukończyło 28 motocykli, 54 samochody i 8 ciężarówek. Całkowita długość trasy wynosiła 12 000 km, w tym 5210 km odcinków specjalnych.
Po raz pierwszy trasa rajdu prowadziła przez pustynię Ténéré, zaś burze piaskowe, które były obecne na tym terenie doprowadziły do tego, że 40 uczestników rajdu zgubiło się. Odnaleziono ich wszystkich całych i zdrowych po 4 dniach poszukiwań.

## Etapy
| Etap | Data                  | Start                   | Meta                    | Odległość               |                         |
| ---- | --------------------- | ----------------------- | ----------------------- | ----------------------- | ----------------------- |
| 1    | 1 stycznia            | Paryż                   | Gremuses                | 3,6 km                  |                         |
| 2    | 2 stycznia            | Gremuses                | Gremuses                | 10 km                   |                         |
|      | 3 stycznia-4 stycznia | Przeprowadzka do Afryki | Przeprowadzka do Afryki | Przeprowadzka do Afryki | Przeprowadzka do Afryki |
| 3    | 5 stycznia            | Algier                  | Touggourt               | 771 km                  |                         |
| 4    | 6 stycznia            | Touggourt               | Ouargla                 | 171 km                  |                         |
| 5    | 7 stycznia            | Ouargla                 | Chebaba                 | 442 km                  |                         |
| 6    | 8 stycznia            | Chebaba                 | Bordj Omar Idriss       | 459 km                  |                         |
| 7    | 9 stycznia            | Bordj Omar Idriss       | Illizi                  | 320 km                  |                         |
| 8    | 10 stycznia           | Illizi                  | Djanet                  | 401 km                  |                         |
| 9    | 11 stycznia           | Djanet                  | Chirfa                  | 532 km                  |                         |
| 10   | 12 stycznia           | Chirfa                  | Dirkou                  | 240 km                  |                         |
| 11   | 13 stycznia           | Dirkou                  | Agadez                  | 617 km                  |                         |
| 12   | 14 stycznia           | Agadez                  | Ingal                   | 115 km                  |                         |
| 13   | 15 stycznia           | Ingal                   | Nara                    | 115 km                  |                         |
| 14   | 16 stycznia           | Nara                    | Timbreda                | 162 km                  |                         |
| 15   | 17 stycznia           | Timbreda                | Kiffa                   |                         |                         |
| 16   | 18 stycznia           | Kiffa                   | Kaedi                   | 307 km                  |                         |
| 17   | 19 stycznia           | Kaedi                   | Tiougoune               | 470 km                  |                         |
| 18   | 20 stycznia           | Tiougoune               | Dakar                   | 130 km                  |                         |

## Klasyfikacja końcowa

### Motocykle
| Miejsce                            | Motocyklista                   | Marka         |
| ---------------------------------- | ------------------------------ | ------------- |
| 1                                  | Hubert Auriol                  | BMW 980       |
| 2                                  | Patrick Drobecq                | Honda XR 600  |
| 3                                  | Marc Joineau                   | Suzuki DR 500 |
| 4                                  | Olivier Kirkpatrick            | Yamaha XT 550 |
| 5                                  | Serge Bacou                    | Yamaha XT 600 |
| 6                                  | Alain Spira                    | Honda XRR 500 |
| 7                                  | Claude Olivier                 | Yamaha XT 600 |
| 8                                  | Anne Kies                      | Yamaha XT 550 |
| 9                                  | Jean-Claude Morellet „Fenouil” | BMW 980       |
| 10                                 | Cyril Neveu                    | Honda XR 600  |
| Rajd ukończyło 28 motocykli ze 112 |                                |               |

### Samochody
| Miejsce                           | Kierowca – Pilot                      | Marka             |
| --------------------------------- | ------------------------------------- | ----------------- |
| 1                                 | Jacky Ickx, Claude Brasseur           | Mercedes 280 GE   |
| 2                                 | André Trossat, Eric Briavoine         | Łada Niva         |
| 3                                 | Pierre Lartigue, Patrick Destaillats  | Range Rover V8    |
| 4                                 | Gérard Sarrazin, Pierre Bouille       | Range Rover V8    |
| 5                                 | Médéric Simbille, Annick Simbille     | Mercedes 280 GE   |
| 6                                 | Guy Colsoul, Alain Lopes              | Mercedes 280 GE   |
| 7                                 | Jean-Jacques Ratet, Daniel Jacquemard | Toyota FJ 40      |
| 8                                 | Gérard Planson, Frédéric Planson      | Mercedes 280 GE   |
| 9                                 | Claude Marreau, Bernard Marreau       | Renault Proto R18 |
| 10                                | Jean-Pierre Kurrer, Pierre Zanone     | Portaro 260       |
| Rajd ukończyło 54 samochody z 236 |                                       |                   |

### Ciężarówki

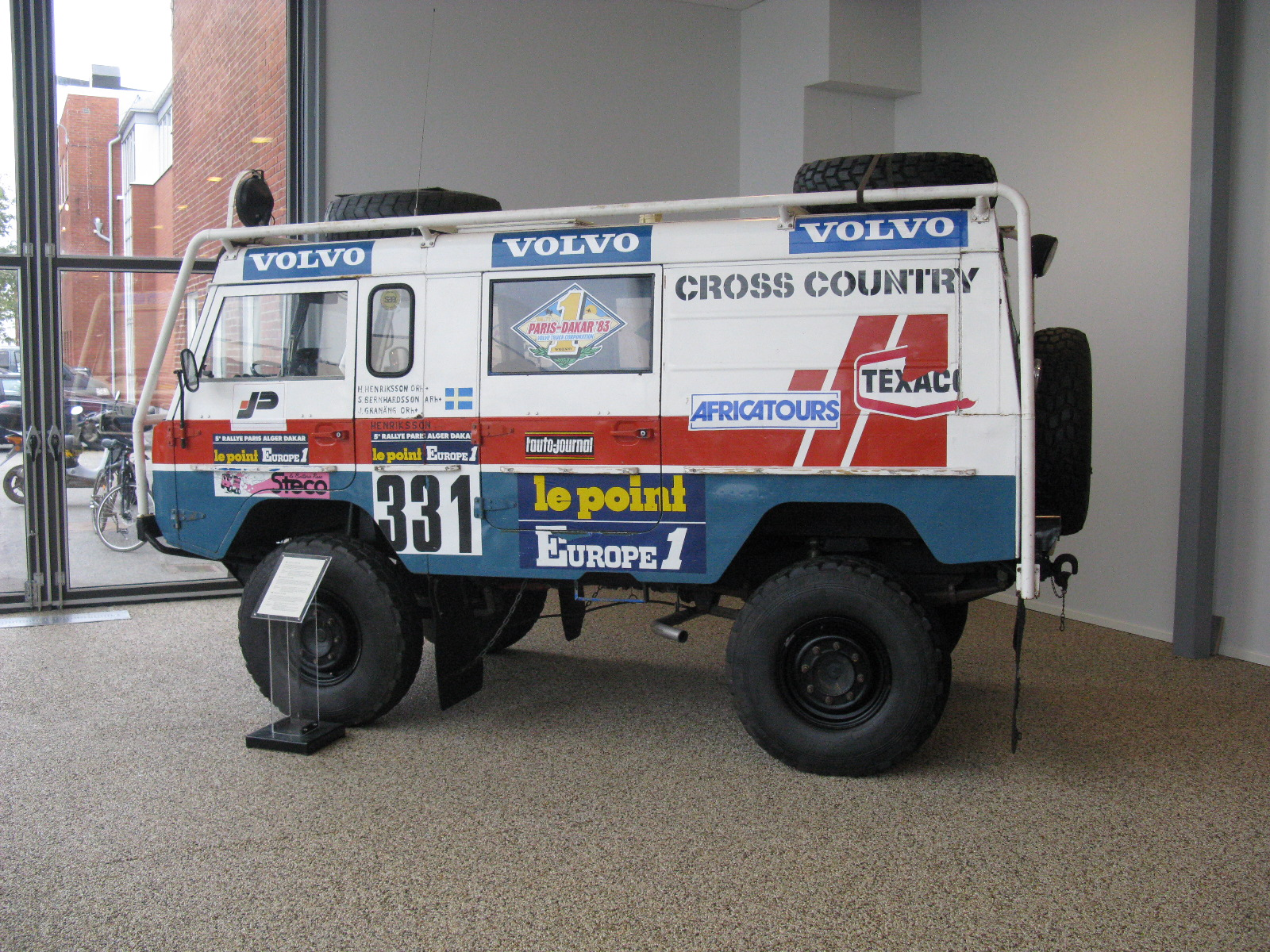
Volvo C303 Hasse Henrikssona – drugie miejsce w kategorii ciężarówek w 1983 roku.

| Miejsce                          | Kierowca – Pilot – Mechanik                           | Marka            |
| -------------------------------- | ----------------------------------------------------- | ---------------- |
| 1                                | Georges Groine, Thierry de Saulieu, Bernard Malferiol | Mercedes 1936 AK |
| 2                                | Hasse Henriksson, Sture Bernhardsson, John Granäng    | Volvo C303       |
| 3                                | Jan de Rooy, Joop Roggeband, Yvo Geusens              | DAF 3300         |
| 4                                | Jean-Claude Avoyne, Patrick Deblandre, Adolf Dierl    | MAN 20280        |
| 5                                | Etienne Martinez, Bernard Langlois                    | Mercedes AK      |
| 6                                | Jean Salou, Yves Barazer, Daniel Nollan               | Mercedes U 1700  |
| 7                                | Jacques Frumholtz, Jean-Claude Marie, Pierre Faure    | Renault TRM 6000 |
| 8                                | Jocelyn Minatchy, Marc Tassin, Jean-Yves Hellio       | MAN              |
| Rajd ukończyło 8 ciężarówek z 12 |                                                       |                  |

## Wypadki
- Francuski motocyklista Jean-Noël Pineau zginął na jednym z odcinków trasy ok. 110 km na południe od Wagadugu[2].